# Kościanka (szczyt)
Kościanka (700 m) – szczyt w środkowej części Pasma Pewelskiego, które w regionalizacji fizycznogeograficznej Polski według Jerzego Kondrackiego zaliczane jest do Beskidu Makowskiego, w nowszej regionalizacji z 2018 roku do Pasm Pewelsko-Krzeszowskich. Kościanka znajduje się pomiędzy Baków Groniem (759 m) a Małysiaków Groniem (700 m).
Kościanka jest niemal całkowicie porośnięta lasem. Bezleśna, zajęta przez pola uprawne miejscowości Kocoń jest tylko dolna część jej północno-zachodnich stoków. Ze stoków południowo-wschodnich spływa Kocurowy Potok, stoki północne opadają do potoku Kocoń. Kościanka znajduje się w granicach wsi Kocoń w województwie śląskim, w powiecie żywieckim, w gminie Ślemień.

## Nazwa
Jest to szczyt o dwóch wierzchołkach tej samej wysokości. Żyjący w latach 1658–1728 Andrzej Komoniecki podawał dla niego nazwę Kocońka („wieś Las za górą Kocońką”) i według Aleksego Siemionowa tak szczyt ten powinien się nazywać. Na austriackich mapach pojawiła się nazwa Kościanka, prawdopodobnie będąca zniekształceniem nazwy Kocońka. Później nazwę tę przejęły niektóre polskie mapy i taką nazwę podaje lotnicza mapa Geoportalu bazująca na państwowym rejestrze nazw geograficznych. A. Siemionow podał, że miejscowa ludność używa nazw Kocoński Groń, lub Kocońskie Gronie, Mapa Compassu podaje nazwę Kocońka i wysokość 701 m.